# Urocynchramus pylzowi
Urocynchramus pylzowi là một loài chim trong họ Urocynchramidae.